# ریچارد گری (بازیکن فوتبال)
ریچارد گری (انگلیسی: Richard Gray؛ زادهٔ ۱۸۷۷) بازیکن فوتبال اهل بریتانیا است.
از باشگاه‌هایی که در آن بازی کرده‌است می‌توان به باشگاه فوتبال بریستول راورز اشاره کرد.